# 辛德福德
辛德福德（Cinderford）是英格蘭格洛斯特郡的一個小鎮，位於迪恩森林的東沿。2001年人口普查時，辛德福德有人口8,116人。2011年時增加至8,494人。